# 阿克塞尔·舍布拉德
阿克塞尔·舍布拉德（瑞典語：Axel Sjöblad，1967年11月3日—），生于马尔默，瑞典男子手球运动员。他曾代表瑞典国家队参加1992年夏季奥林匹克运动会手球比赛，获得一枚银牌。